# قدرت (فیلم ۲۰۰۲)
قدرت (به هندی: Shakti: The Power) فیلمی است محصول سال ۲۰۰۲ و به کارگردانی کریشنا وامسی است. در این فیلم بازیگرانی همچون کاریسما کاپور، نانا پاتیکار، سانجای کاپور، شاهرخ خان، دیپیتی نوال، پراکاش راج، ویجای راز، تیکو تالسانیا، جاسپال بهاتی ایفای نقش کرده‌اند.